# PGC 43526
LEDA/PGC 43526 (auch NGC 4731A) ist eine Irreguläre Galaxie vom Hubble-Typ im Sternbild Jungfrau auf der Ekliptik. Sie ist schätzungsweise 63 Millionen Lichtjahre von der Milchstraße entfernt und hat einen Durchmesser von etwa 35.000 Lichtjahren. Gemeinsam mit NGC 4731 bildet sie das gebundene Galaxienpaar Holm 472.

Im selben Himmelsareal befinden sich u. a. die Galaxien NGC 4775, NGC 4786, NGC 4697, PGC 1031023.